# 에드가어 젤게
에드가어 젤게(독일어: Edgar Selge, 1948년 3월 27일~)는 독일의 배우이다.

## 작품 목록

### 영화
- 유어 윌 비 던 (2017년)
- 바흐 인 브라질 (2015년) - 마틴부르클링
- 미스 식스티 (2014년)
- 네버 비 더 쌔임 (2014년)
- 인스펙터 하팅거 (2013년)
- 루드비히 2세 (2012년)
- 하나스 디시전 (2012년) - 칼 포스터
- 페르디난트 폰 쉬라흐 크라임, 에피소드: 파너 (2012년)
- 폴 다이어리 (2010년) - 에보 본 시어링
- 부채 (2007년)
- 엑스페리먼트 (2001년) - 톤 박사
- 시체 유기 자장가 (2000년)
- 레퀴엠 포 로맨틱 우먼 (1999년)
- 로시니 (1997년)
- 함순 (1996년)
- 꼬마 돼지 레옹 (1995년)